# Hana Lišková
Hana Lišková (ur. 4 czerwca 1952 w Pradze) – czeska gimnastyczka, wicemistrzyni olimpijska z 1968. W czasie swojej kariery sportowej reprezentowała Czechosłowację.

## Kariera sportowa
Zdobyła srebrny medal w wieloboju drużynowym na igrzyskach olimpijskich w 1968 w Meksyku. W wieloboju indywidualnym zajęła 11. miejsce, w ćwiczeniach na równoważni 10. miejsce, w ćwiczeniach na poręczach 12. miejsce, a w ćwiczeniach wolnych i skoku przez konia 13. miejsce. Na mistrzostwach Europy w 1969 w Landskronie zajęła 7. miejsce w wieloboju i 6. miejsca w ćwiczeniach wolnych, ćwiczeniach na równoważni i skoku.
Zdobyła brązowy medal w wieloboju drużynowym na mistrzostwach świata w 1970 w Lublanie, a indywidualnie w wieloboju zajęła 35. miejsce. Wystąpiła na igrzyskach olimpijskich w 1972 w Monachium, gdzie zajęła 32. miejsce w wieloboju indywidualnym, 5. miejsce w wieloboju drużynowym, 19. miejsce w skoku, 26. miejsce w ćwiczeniach na poręczach, 42. miejsce w ćwiczeniach na równoważni i 43. miejsce w ćwiczeniach wolnych.

## Rodzina
Jej matka Zdeňka Honsová również była gimnastyczką sportową, mistrzynią olimpijską w wieloboju drużynowym w 1948. 